# Граватаи
Граватаи (порт. Gravataí) — город и муниципалитет в Бразилии, входит в штат Риу-Гранди-ду-Сул. Составная часть мезорегиона Агломерация Порту-Алегри. Находится в составе крупной городской агломерации Агломерация Порту-Алегри. Входит в экономико-статистический микрорегион Порту-Алегри. Население составляет 261 150 человек на 2007 год. Занимает площадь 497,82км². Плотность населения — 524,6 чел./км².
Праздник города — 8 апреля.

## История
Город основан в 1763 году.

## Статистика
- Валовой внутренний продукт на 2005 год составляет 3 713 639 миллионов реалов (данные: Бразильский институт географии и статистики).
- Валовой внутренний продукт на душу населения на 2005 год составляет 14 016,00 реалов (данные: Бразильский институт географии и статистики).
- Индекс развития человеческого потенциала на 2000 год составляет 0,811 (данные: Программа развития ООН).

## География
Климат местности: субтропический. В соответствии с классификацией Кёппена, климат относится к категории Cfa.